# Protestas antigubernamentales en Birmania de 2007
La ola de protestas antigubernamentales de 2007 en Birmania (también conocido como Myanmar), que comenzó el 15 de agosto de 2007 y terminaron en septiembre de 2008, fue desencadenada por la decisión del Junta Militar de Myanmar de aumentar el precio de la gasolina en un 500%. Fue conocida también como Revolución Azafrán debido al apoyo de los monjes budistas, cuyo hábito es de ese color, que se movilizaron en masa organizando sentadas y manifestaciones tras correr el rumor de que uno de ellos había sido brutalmente torturado por un grupo de militares hasta causarle la muerte. En las protestas que tuvieron lugar en Rangún al menos tres monjes resultaron muertos por disparos del ejército. El principal instigador de la revuelta fue el clérigo U Gambira, fundador de la Alianza de Monjes de Toda Birmania, y por este motivo fue encarcelado en 2008 —salió de prisión en 2012 gracias a una amnistía—.
Las protestas no consiguieron ningún cambio político en Birmania pero estuvieron cerca de acabar con la dictadura militar.

## Contexto
Birmania se transformó en 1962 en un estado socialista de partido único. La Via birmana al socialismo había transformado al país en uno de los más empobrecidos. Durante este período el gobierno puso en marcha una fuerte nacionalización, combinando el estilo soviético de planificación central con creencias supersticiosas. Un artículo de la revista Newsweek, publicado en febrero de 1974, describió este modelo como "una amalgama ilógica entre budismo y marxismo".
En 1988 estalló una rebelión, conocida como Levantamiento 8888 contra el gobierno. Las protestas fueron iniciadas por estudiantes de la ciudad de Rangún, extendiéndose más tarde a lo largo de todo el país. Cientos de miles de monjes budistas, niños, estudiantes universitarios, amas de casas y doctores se manifestaron contra el régimen. El levantamiento terminó el 18 de septiembre, luego de un sangriento golpe de Estado militar encabezado por el general general Saw Maung que dio paso a la conformación del Consejo de Estado para la Paz y el Desarrollo que impuso una dictadura militar que reprimió las protestas, causando entre 3000 y 10 000 muertos. Desde entonces la dictadura continuó gobernando entre violencia, corrupción y pobreza. En 1990, la líder opositora Aung San Suu Kyi fue arrestada tras ganar las elecciones, que posteriormente fueron invalidadas.

## Cronología

### Inicio de las protestas
Las primeras protestas que comenzaron en agosto en mitad de la pobreza y subida del precio del petróleo estaban lideradas por la oposición política y estudiantes y fueron reprimidas por la junta, con una docena de manifestantes apresados. El 5 de septiembre de 2007 los militares disolvieron una pacífica manifestación en la ciudad de Pakokku e hirieron a tres monjes. Fue este el punto en el que los monjes comenzaron a tener una mayor implicación. Desde el 18 de septiembre, las protestas fueron lideradas por miles de monjes budistas, que elevaron el tono de las mismas. En Rangún, Sittwe, Pakokku y Mandalay comenzaron numerosas protestas de monjes. Hay unos 400.000 monjes en el país y todo birmano debe vivir como monje seis meses de su vida. Los monjes budistas gozan de un gran respeto y es un crimen espiritual.

### Escalada de la Revolución Azafrán
El 22 de septiembre de 2007, al menos 2.000 monjes se manifestaron en Rangún y otros 10 000 en Madalay para manifestarse a favor de la democracia, brindando su apoyo a la líder de la oposición democrática Aung San Suu Kyi, quien apareció en público por primera vez en cuatro años, después de que a algunos monjes y simpatizantes les fuera permitido pasar a su hogar.
Las manifestaciones se repitieron pese a que las autoridades recorrieron las urbes para advertir desde automóviles y con megáfonos que cualquiera que observara o participara en las protestas podría ser condenado a una pena de tres, a diez años de cárcel. Durante la marcha pacífica del 23 de septiembre por las calles del centro de Rangún, más de 15.000 manifestantes, la mayoría monjes, gritaban consignas a favor de la democracia], mientras eran aplaudidos y vitoreados por ciudadanos desde varias residencias de la ciudad. La Alianza de Todos los Monjes Budistas aseguró que continuarían manifestando pacíficamente hasta la marcha de los militares del poder.

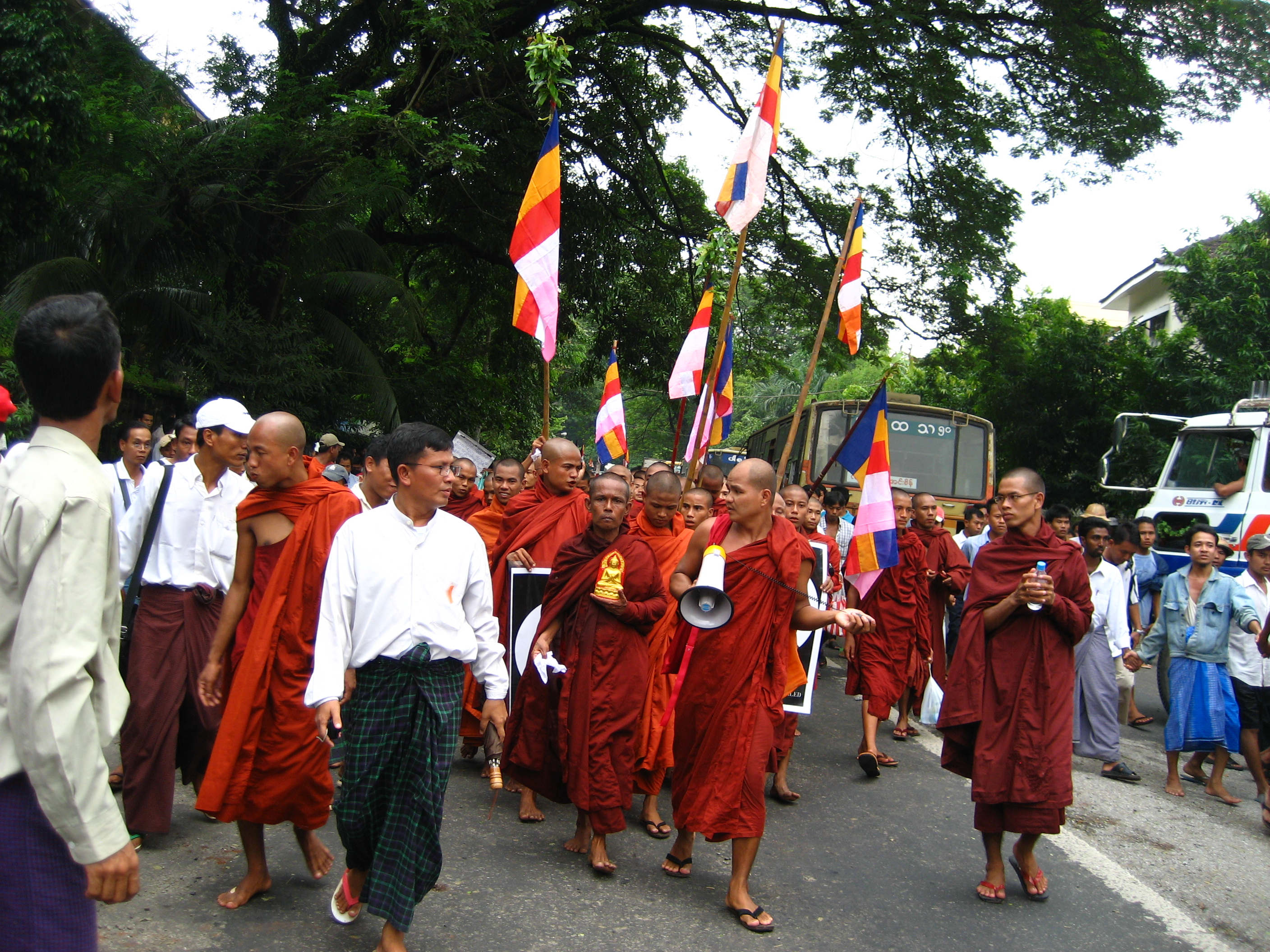
Protestas en Myanmar.

El día 24 de septiembre se produjeron manifestaciones en 24 ciudades y los monjes comenzaron a verse acompañados de estudiantes y gente de a pie reuniéndose más de 100.000 personas según varios testigos. La BBC informó del apoyo de varios actores conocidos en Birmania a los monjes. El dalái lama y George W. Bush dieron también su apoyo. El día 25 de septiembre continuaron las protestas con varios miles de monjes y gente de a pie y el gobierno anunció que se impondría el toque de queda. Aung San Suu Kyi fue trasladada de su arresto domiciliar a una prisión.

### Acción de la Junta Militar
El 26 de septiembre se declaró el toque de queda y cargaron contra varios centenares de manifestantes. Hubo heridos y detenidos, así como fueron arrestadas algunas personalidades pro-demócratas. La prensa oficialista reportó que los incidentes eran "comparables con los hechos de 1988". "Todos los que eran susceptibles de liderar las marchas fueron detenidos. Los generales tienen miedo de que deriven en protestas de mayor envergadura, como en 1988", declaró un especialista sobre Birmania, Win Min. Los medios de comunicación manipulados afirmaron que nada estaba ocurriendo, que todo eran mentiras occidentales y que los pocos opositores estaban siendo obligados a manifestarse contra su voluntad.
El 27 de septiembre se arrestaron a más de 700 monjes en violentas y numerosas redadas en monasterios. Algunos civiles acudieron a ayudar a los monjes en las redadas nocturnas. En protesta 50.000 manifestantes ocuparon las calles de Rangún al grito de "Venceremos" y fueron dispersados con gas lacrimógeno e insecticidas tras un tiempo de diez minutos concedido por las fuerzas armadas. Las fuerzas demócratas anunciaron que tras varias ráfagas de fuego real nueve civiles murieron. A los reporteros en la zona se les prohibió sacar fotos y fueron expulsados del lugar. Fue recogido también el momento en el que murió por disparos del ejército el fotoperiodista japonés Kenji Nagai. Se creyó que podría haber muerto también un fotógrafo alemán y que podría haber cientos de detenidos y varios muertos más de los que señalaban las cifras oficiales.
Las palizas y disparos continuaron. Tras el recrudecimiento del conflicto el Consejo de Seguridad de la ONU hizo un llamamiento a contener la violencia en contra de la población civil, muchos sectores incluyendo al Europarlamento y el gobierno de Estados Unidos consideraron que ésta era una débil medida y que se explicaba porque Rusia y mayormente China estaban protegiendo al gobierno birmano; también prepararon más sanciones contra el país. Este día unas cartas publicadas en el diario británico The Guardian revelaron que una parte de las fuerzas militares no habían accedido a cumplir las órdenes de disparar contra civiles.
El día 28 de septiembre se hizo evidente este rechazo de parte del ejército cuando un determinado número de tropas marcharon por Rangún sin motivo conocido y después cuando la 66 división Ligera de Infantería y parte de la policía protegieron a los civiles manifestantes. La Asociación de Naciones del Sureste Asiático pidió una misión a la ONU con destino en el país birmano, pero ésta sólo contestó que la junta tuviese control a la hora de responder a los manifestantes. El 29 de septiembre continuaron las manifestaciones. Grupos de varios cientos de manifestantes en Rangún fueron rodeados y en Mandalay otros 5.000 salieron a la calle, esta vez sin respuesta violenta del Ejército. Continuaron los arrestos nocturnos y se cerró el acceso a Internet, ya que los manifestantes habían utilizado la red como un instrumento para transmitir la represión en vídeos y comentarios en blogs o en páginas como YouTube. Este día llegó al país el enviado especial del secretario general de la ONU, Ibrahim Gambari. Gambari habló con Aung San Suu Kyi media hora el 30 de septiembre y con miembros del gobierno. Las protestas continuaron y un coronel de la Junta desertó, pidiendo asilo a Noruega y exiliándose a la jungla con los karen.